# Phaeoparia megacephala
Phaeoparia megacephala är en insektsart som först beskrevs av Brunner von Wattenwyl 1861.  Phaeoparia megacephala ingår i släktet Phaeoparia och familjen Romaleidae. Inga underarter finns listade i Catalogue of Life.